# Санта-Мария (аэропорт)
Аэропорт Санта-Мария (порт. Santa Maria-Vila do Porto Airport) (ИАТА: SMA, ИКАО: LPAZ) — международный аэропорт, расположенный в 5 км к северо-западу от Вила-ду-Порту на острове Санта-Мария (Азорские острова), в португальском автономном регионе Асориш.

## История
В июле 1941 года португальская миссия во главе с инженером Эрминио Хосе дэ Суса Серрано (Hermínio José de Sousa Serrano) изучили возможное расположение аэродрома. Через три года специалисты из Pan American World Airways заключили местонахождение аэродрома на острове Санта-Мария (Азорские острова). В период с 1944 по 1946 годы аэродром использовался в военных целях .
После улучшения взлетно-посадочной полосы, стоянки самолетов и оборудования терминала аэропорт был проинспектирован подполковником Умберту Делгаду. Первым самолетом, приземлившимся в аэропорте Санта-Марина, стал Панамериканкий Boeing 377 Stratocruiser, летевший из Нью-Йорка в Леопольдвиль (ныне Киншаса). Он сделал пересадку в Санта-Марине 26 октября 1946 года. Официально аэропорт стал международным 28 ноября 1946 года.

## Статистика
Данные из запроса в Викиданные.

## Происшествия и несчастные случаи
- Авиалайнер Boeing 707-331B авиакомпании Independent Air[англ.] выполнял чартерный межконтинентальный рейс IDN 1851 по маршруту Бергамо—Санта-Мария—Пунта-Кана, но при заходе на посадку в Санта-Марии врезался в склон Пику-Алту в 7 километрах от аэропорта Санта-Мария. Погибли все находившиеся на борту 144 человека — 137 пассажиров и 7 членов экипажа. На 2025 год остаётся крупнейшей авиакатастрофой в истории Португалии.[3]

- 28 октября 1949 года самолёт Lockheed Constellation авиакомпании Air France, летевший из Парижа в Нью-Йорк, врезался в гору Редонду. Все 11 членов экипажа и 37 пассажиров погибли, в том числе Марсель Сердан и Жинетт Невё [4].